# Orkán Emma
Orkán Emma byla tlaková níže (cyklona), která zasáhla Evropu v období od 1. března 2008 do 5. března 2008. Živel si vyžádal životy 14 osob a způsobil škody zhruba za 1 miliardu euro.

## Česko
Síla vichřice nebyla tak velká jako u předchozí větrné bouře Kyrill. Vítr dosahoval v nárazech rychlosti 120–140 km/h a nejnižší naměřený tlak v této tlakové níži byl 987 hPa. Následkem síly větru padaly stromy (mj. památná Žižická lípa na Slánsku), bylo strháno elektrické vedení a došlo k velkému množství dopravních nehod. Škody činily přibližně 1 miliardu korun, o život přišly 2 osoby. Vichřice s sebou přinesla bouřky, kroupy a přívalové deště. Následkem toho byly na Šumpersku některé silnice zaplaveny vodou.

## Fotografie

Vichřice Emma
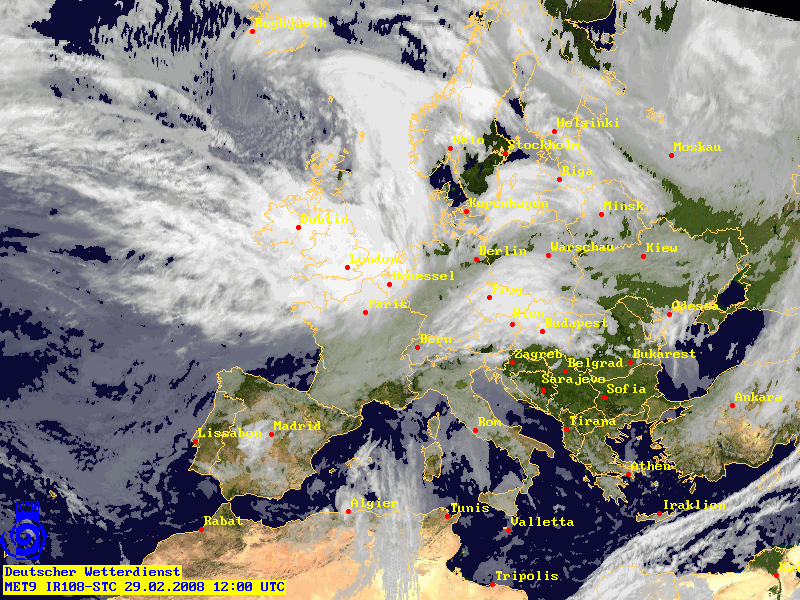
Satelitní snímek počínající vichřice Emma
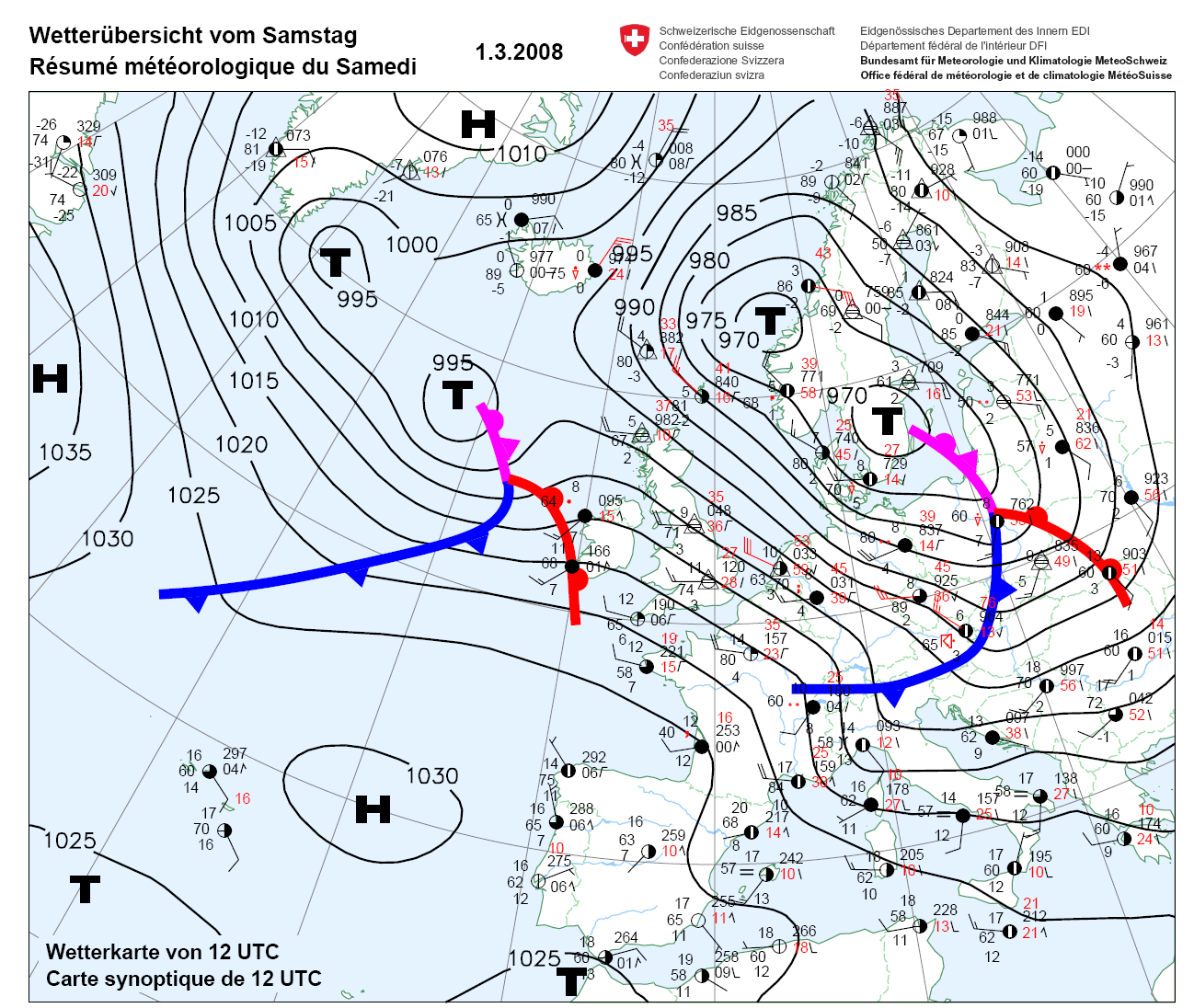
Střed Emmy je nad jižním Norskem a Švédskem
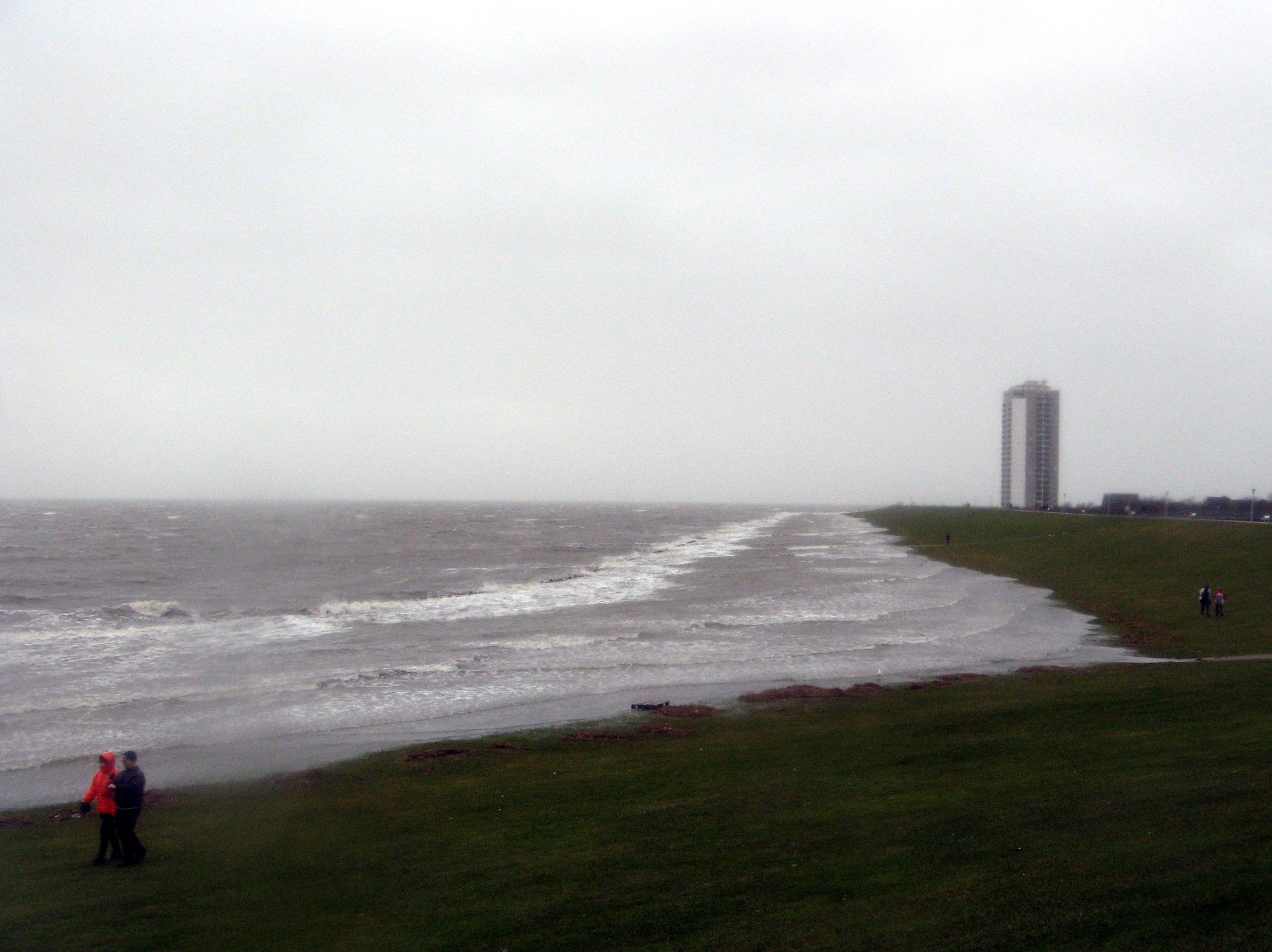
Rozbouřené Severní moře na pobřeží Německa
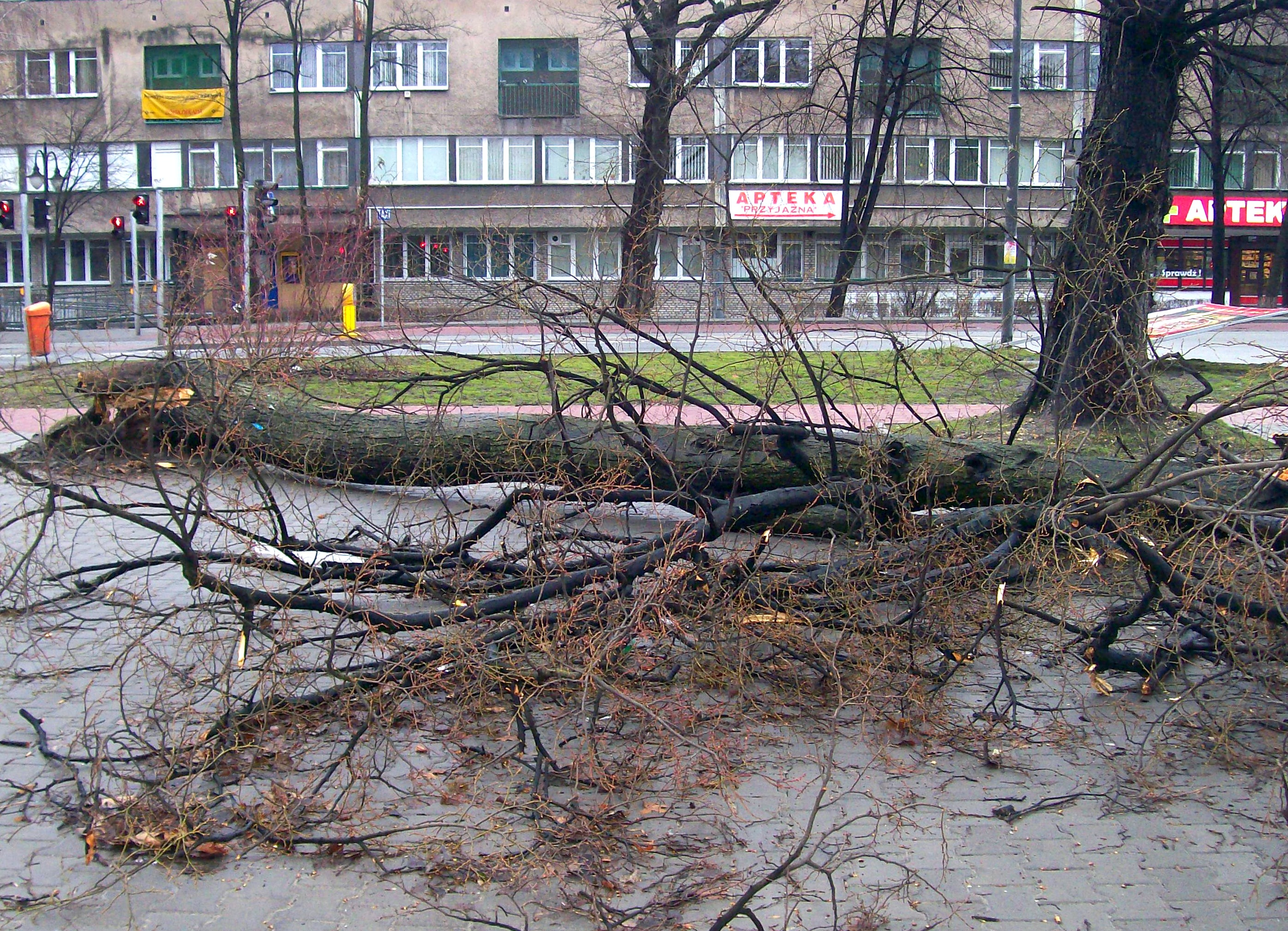
Polámané stromy po vichřici
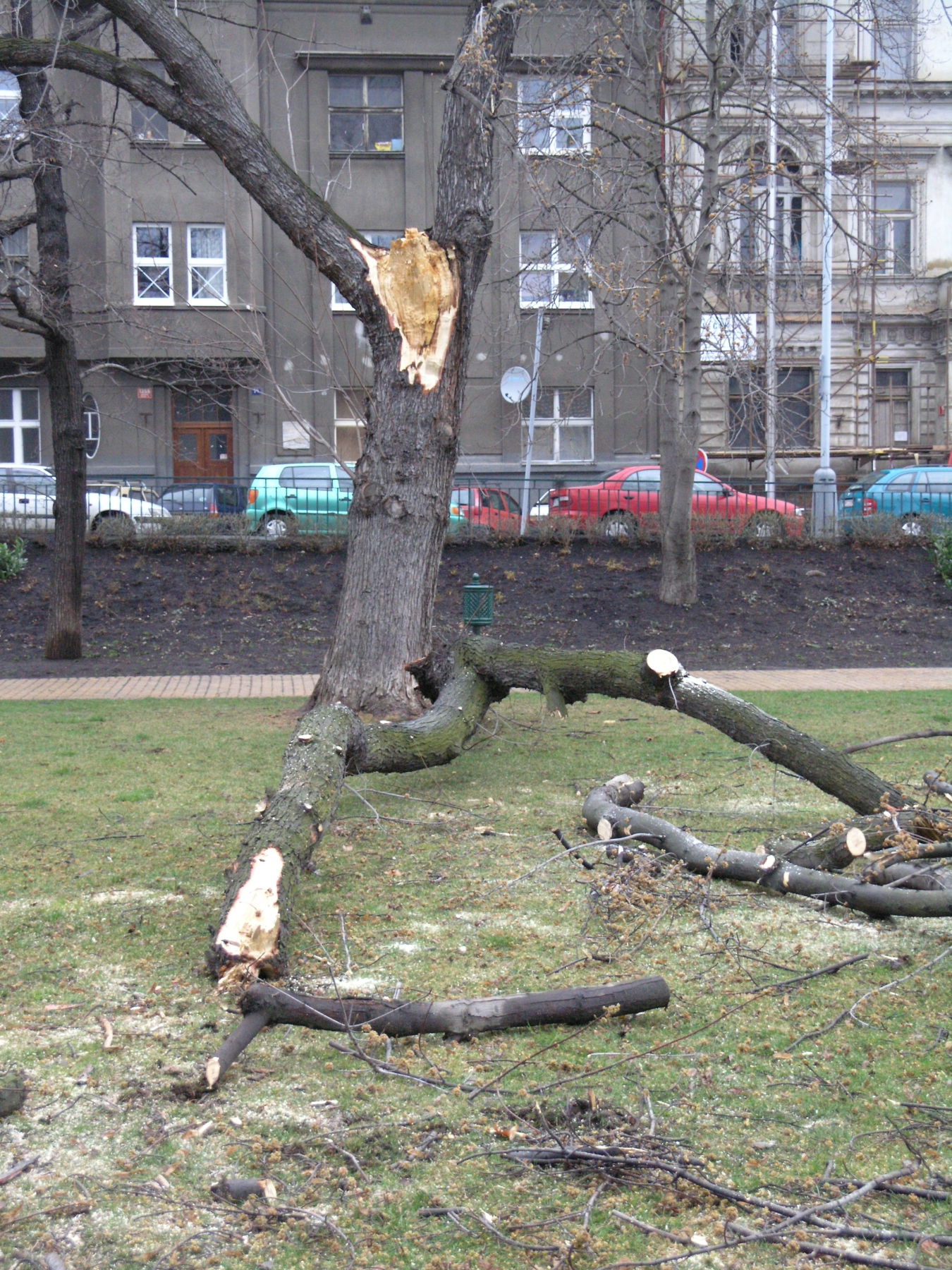
Polámané stromy po vichřici